# Eleição para o Senado federal pela Carolina do Norte em 2010
A eleição para o Senado dos Estados Unidos pelo estado norte-americano da Carolina do Norte em 2010 foi realizada em 2 de novembro de 2010, em conjunto com as outras eleições para o senado, para a câmara dos representantes, para as assembleias e senados estaduais, e também para alguns governos. O prazo de apresentação das candidaturas para concorrer nas primárias foi até 26 de fevereiro, as primárias foram realizadas em 4 de maio, sendo que o segundo turno da primária democrata foi realizada em 22 de junho.

## Primária Democrata

### Candidatos
Da secretaria de estado da Carolina do Norte:
- Elaine Marshall, secretária de Estado desde 1997[3][4]
- Cal Cunningham, ex-senador estadual do Estado[5][6]
- Susan Harris, contadora aposentada[7]
- Ken Lewis, advogado[8]
- Marcus Williams, advogado
- Ann Worthy, membro do Gaston County Board of Education

### Pesquisas
8-10 de maio de 2010 - 36%-Marshall e Cunningham

4 de maio de 2010 - Marshall 42%-37% Cunningham

5 de fevereiro de 2010 - Marshall 29%, Cunningham 12% e  Lewis 5%

1 de dezembro de 2009 - Marshall 42%, Lewis 7% e Cunningham 5%

### 1º Turno
Elaine Marshall 154.605 (36,4%)

Cal Cunningham 115.851 (27,3%)

Ken Lewis 72.510 (17,1%)

Marcus W. Williams 35.984 (8,5%)

Susan Harris 29.738 (7,0%)

Ann Worthy 16.655 (3,9%)

Totais 425.343

### 2º Turno
Elaine Marshall 95.390 (60,0%)

Cal Cunningham 63.691 (40,0%)

Totais:159.081

## Primária Republicana

### Candidatos
- Richard Burr, senador dos Estados Unidos
- Eddie Burks, vereador em Asheboro[9]
- Brad Jones, empresário
- Larry Linney, ex-deputado estadual[2]

### Pesquisas
26 de abril de 2010 - Burr 59%, Jones 6% e Burks 3%

15 de fevereiro de 2010 - Burr 55%, Jones 10% e Burks 3%

### Resultados
Richard Burr 297.993 (80,1%)

Brad Jones 37.616 (10,1%)

Eddie Burks 22.111 (5,9%)

Larry Linney 14.248 (3,8%)

## Eleição geral

### Candidatos
- Michael Beitler (L), conferente de Negócios e Economia na Universidade da Carolina do Norte em Greensboro[10]
- Richard Burr (R), atual senador
- Elaine Marshall (D) secretária de Estado

### Debates
- 11 de outubro: Patrocinado pela Associação de Emissoras da Carolina do Norte e moderado por Kasell Carl. Foi televisionado pela UNC-TV em Raleigh.
- 14 de outubro: Em Raleigh.
- 21 de outubro: Patrocinado pela Associação de Radiodifusão da Carolina do Norte e foi moderado por Judy Woodruff em Durham.

### Arrecadação de fundos
| Candidato (partido)                | Receitas   | Desembolsos | Dinheiro na mão | Dívida  |
| ---------------------------------- | ---------- | ----------- | --------------- | ------- |
| Richard Burr (R)                   | $8,444,115 | $8,735,725  | $1,600,695      | $0      |
| Elaine Marshall (D)                | $2,561,900 | $2,229,840  | $329,886        | $71,500 |
| Michael Beitler (L)                | $16,302    | $9,951      | $6,350          | $11,906 |
| Fonte: Federal Election Commission |            |             |                 |         |

### Resultados
| Eleição para o senado da Carolina do Norte em 2010 | Eleição para o senado da Carolina do Norte em 2010 | Eleição para o senado da Carolina do Norte em 2010 | Eleição para o senado da Carolina do Norte em 2010 | Eleição para o senado da Carolina do Norte em 2010 | Eleição para o senado da Carolina do Norte em 2010 |
| Partido                                            | Candidato                                          | Votos                                              | %                                                  |                                                    |                                                    |
| Republicano                                        | Richard Burr                                       | 1.458.046                                          | 54,81%                                             |                                                    |                                                    |
| Democrata                                          | Elaine Marshall                                    | 1.145.074                                          | 43,05%                                             |                                                    |                                                    |
| Libertário                                         | Mike Beitler                                       | 55.682                                             | 2,09%                                              |                                                    |                                                    |
| Maioria                                            | Maioria                                            | 312.972                                            | 11,76%                                             |                                                    |                                                    |
| votos válidos                                      | votos válidos                                      | 2.660.079                                          | 100%                                               |                                                    |                                                    |
| -------------------------------------------------- | -------------------------------------------------- | -------------------------------------------------- | -------------------------------------------------- | -------------------------------------------------- | -------------------------------------------------- |